# Chicago (groupe)
Pour les articles homonymes, voir Chicago (homonymie).
Chicago (connu sous le nom « The Chicago Transit Authority » entre 1967 et 1968) est un groupe américain de pop rock et jazz-rock originaire de la ville de Chicago, troisième métropole des États-Unis, au nord-est de l'Illinois.
Parmi les nombreux succès du groupe, les trois titres qui sont classés 1er aux États-Unis : If You Leave Me Now (1976), Hard to Say I'm Sorry (1982) et Look Away (1988), et les standards comme 25 or 6 to 4 (N°4 en 1970), Saturday in the Park (N°3 en 1972), Street Player (1979), You're the Inspiration (N°3 en 1984) et Hard Habit to Break (N°3 la même année).
En septembre 2008, le magazine Billboard a classé Chicago au treizième rang dans une liste des 100 meilleurs artistes de tous les temps pour le succès des charts Billboard Hot 100, et les a classés au N°15 sur cette même liste en octobre 2015,,. Billboard a également classé le groupe au neuvième rang sur la liste des 100 plus grands artistes de tous les temps en termes de succès dans les palmarès des albums Billboard 200 en octobre 2015.
Chicago est l'un des groupes de rock les plus anciens et les plus réussis, et l'un des groupes les plus vendeurs de tous les temps, ayant vendu plus de 100 millions de disques, dont 21 singles classés dans le Top 10, 5 albums N°1 consécutifs, 11 singles N°1 et 5 singles d'or. Un nombre incroyable de 25 de leurs 34 albums ont été certifiés platine, et le groupe compte un total de 47 récompenses d'or et de platine.
En 1971, Chicago fut le premier groupe de rock à remplir le Carnegie Hall pendant une semaine. Chicago at Carnegie Hall (N°3 aux États-Unis) est le premier album live du groupe et constitue leur quatrième album. Il est également considéré comme un pionnier du marketing de la musique rock, avec un logo reconnaissable sur les pochettes d'album et un nom séquentiel de leurs albums par l'utilisation des chiffres romains.

## Biographie

### Années 1960–1980
Le nom du groupe s'inspire de la Chicago Transit Authority (CTA), nom de la compagnie gérant les transports en commun dans la ville de Chicago. C'était leur nom au tout début, mais ils l'ont simplifié pour ne garder que le nom de la ville après le premier album sorti en 1969.
La formation originale du groupe comportait sept musiciens : une section de cuivres composée de Walter Parazaider (saxophone), James Pankow (trombone) et Lee Loughnane (trompette), ainsi que Terry Kath (guitare, chant), Peter Cetera (basse, chant), Robert Lamm (claviers, chant) et Danny Seraphine (batterie).
Le musicien percussionniste Laudir de Oliveira rejoint le groupe au cours de l'année 1973, d'abord comme musicien invité sur les albums Chicago VI et Chicago VII, puis comme membre officiel du groupe à partir de l'album Chicago VIII. Il quittera le groupe en 1981 après la tournée de l'album Chicago XIV.
À la suite du décès accidentel de Terry Kath en 1978, le guitariste et chanteur Donnie Dacus rejoint le groupe pour les albums Hot Streets et Chicago XIII. Le guitariste Chris Pinnick lui succède pour l'enregistrement de l'album Chicago XIV (1980). Bill Champlin (guitariste, claviers et chant) devient membre du groupe à partir de 1981 jusqu'en 2010. Son arrivée coïncide avec un changement d'orientation musicale et le choix de David Foster comme nouveau producteur.

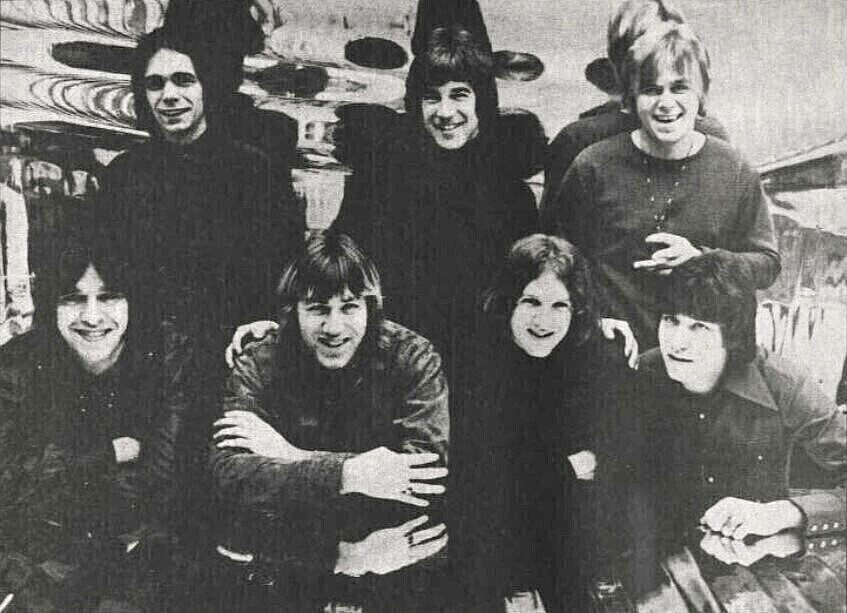
Chicago en 1969.

Peter Cetera quitte le groupe en 1985 et se lance dans une carrière solo. Le bassiste Jason Scheff le remplace. Après l'album Chicago 18, le guitariste Dawayne Bailey remplace Chris Pinnick.

### Années 1990
En 1990, le batteur Tris Imboden remplace Danny Seraphine. En 1995, le guitariste Dawayne Bailey est remplacé par Keith Howland. Après tous ces mouvements, quatre des sept membres d'origine — Lamm, Loughnane, Pankow et Parazaider — restent au sein du groupe en 2006, accompagnés de Champlin, Howland, Imboden et Scheff.
En 1993, Chicago écrit et enregistre son 22e album Chicago XXXII: Stone of Sisyphus. L'album est un retour dans la composition traditionnelle des années 1970.
Après avoir terminé leur tournée en 1994 et après avoir signé avec le label Warner Bros. Records Giant Records, ils ont sorti leur album de 1995 Night & Day: Big Band, composé de reprises de chansons initialement enregistrées par Sarah Vaughan, Glenn. Miller et Duke Ellington. Le guitariste Bruce Gaitsch est intervenu et a rejoint le groupe pour gérer le travail de guitare de l'album. Après cet album de big band, Chicago a acquis les droits sur leurs enregistrements Columbia et les a réédités sous leur propre label. Au début de l'année 1995, Keith Howland, qui avait été musicien de studio et machiniste basé à Los Angeles, a été recruté comme nouveau guitariste permanent de Chicago.
En 1998, le groupe a sorti Chicago XXV : The Christmas Album et un album live en 1999, Chicago XXVI sur leur propre label.

### Années 2000
Le 21 mars 2006, leur nouvel album studio depuis Twenty 1 arrive avec Chicago XXX. Il est produit par Jay DeMarcus, bassiste et chanteur du trio Rascal Flatts, fan de longue date de Chicago.
Chicago apparait plusieurs fois au MGM Grand Las Vegas en mars, mai et octobre 2006,. En juillet 2006, le groupe joue aux États-Unis avec Huey Lewis and the News.
Le 2 octobre 2007, Rhino Records sort le coffret double The Best of Chicago: 40th Anniversary Edition (Chicago XXXI), un best-of comprenant 40 ans de carrière, similaire à The Very Best of: Only the Beginning, sorti quatre ans plus tôt.
En 2008, Stone of Sisyphus – anciennement Chicago XXII, désormais officialisé sous le titre Chicago XXXII – est publié en grand format,.
Drew Hester, percussionniste et batteur des Foo Fighters, se joint au groupe en janvier 2009 en remplacement de Imboden, tombé malade, et continue avec le groupe jusqu'au retour de Imboden plus tard dans l'année. En août 2009, Champlin est renvoyé du groupe. Il est remplacé par Lou Pardini.

### Années 2010

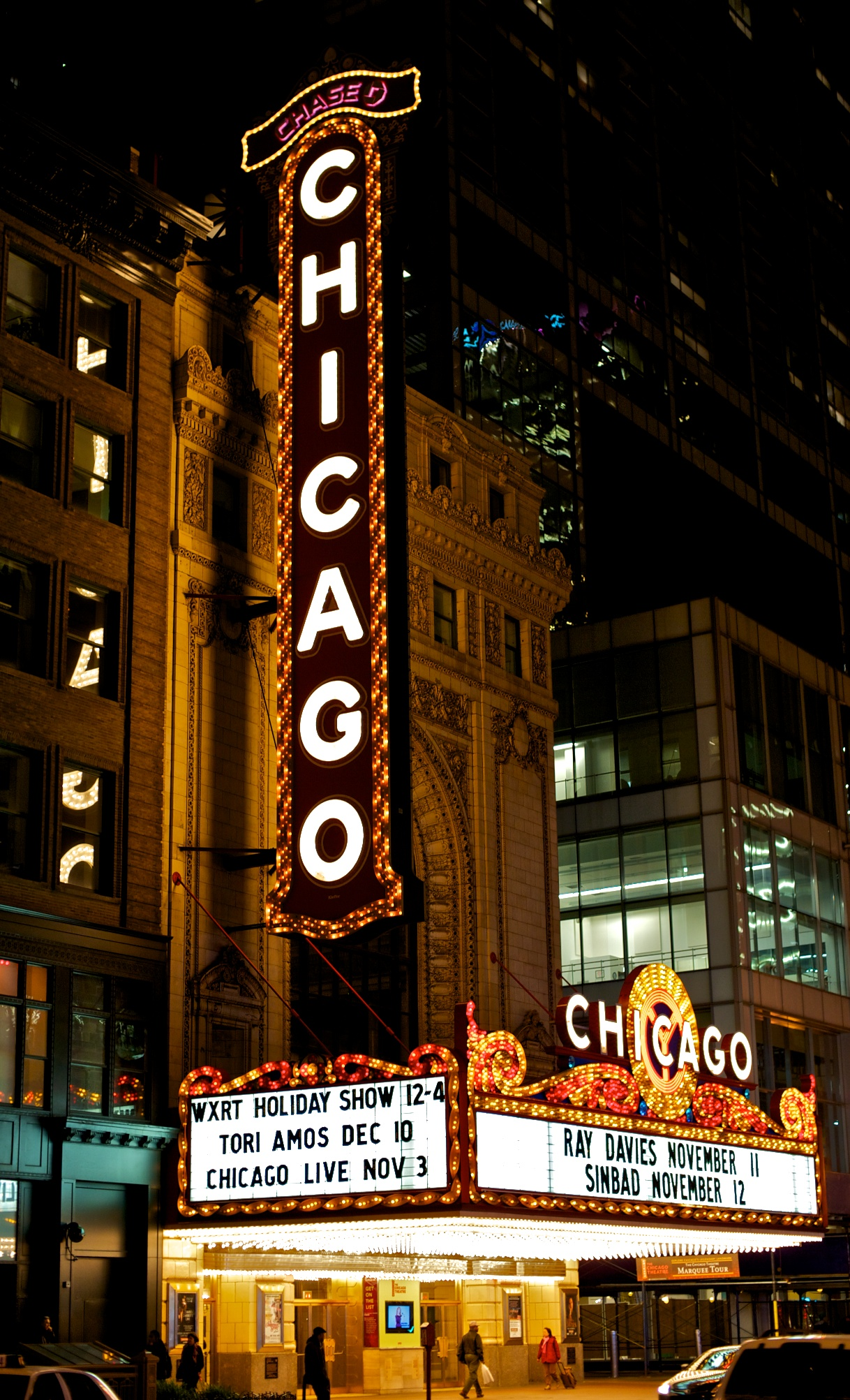
Le 3 novembre 2011, le groupe est programmé au Chicago Theatre, dans leur ville d'origine de Chicago.

En 2010, Chicago tourne avec les Doobie Brothers (et plus tard de nouveau en 2017). Une performance de 2011 est enregistrée et publiée sur HDNet durant laquelle les Doobie Brothers se rejoints par Chicago. Le groupe apparait dans la neuvième saison de l'émission télévisée américaine American Idol. Le 24 juillet 2011, ils jouent au Red Rocks au Colorado, avec l'orchestre symphonique du Colorado (Colorado Symphony Orchestra).
Avec Chicago XXXIII: O Christmas Three, le groupe fait appel au producteur Ramone (qui a contribué à la réédition spéciale Noël de What's It Gonna Be, Santa?) pour enregistrer un album de Noël. La chanteuse de country Dolly Parton participe à l'album qui est publié en octobre 2011. Entre-temps, Rhino sort Chicago XXXIV: Live in '75, un coffret deux disques comprenant leur performance des 24–26 juin 1975 au Capital Centre de Largo, dans le Maryland.
En janvier 2017, CNN Films diffuse un documentaire biographique du groupe intitulé Now More Than Ever: The History of Chicago. Il est réalisé et édité par Peter Pardini, neveu de Lou Pardini, et produit par le groupe.
Chicago commence sa tournée 2018 le samedi 13 janvier, lors d'un concert au Xcite Center de Bensalem, en Pennsylvanie.
En juillet 2018, le groupe annonce le départ de Walter Parazaider.

### Discographie
- 1969 : The Chicago Transit Authority US N°17; UK N°9
- 1970 : Chicago  US N°4; UK N°6
- 1971 : Chicago III  US N°2; UK N°31
- 1971 : Chicago at Carnegie Hall US N°3
- 1972 : Chicago V  US N°1; UK N°24
- 1973 : Chicago VI  US N°1
- 1974 : Chicago VII  US N°1
- 1975 : Chicago VIII US N°1
- 1975 : Chicago IX - Chicago's Greatest Hits (compilation) US N°1
- 1976 : Chicago X  US N°3; UK N°21
- 1977 : Chicago XI  US N°6
- 1978 : Hot Streets  US N°12
- 1979 : Chicago 13  US N°21
- 1980 : Chicago XIV  US N°71
- 1981 : Greatest Hits, Volume II (compilation) US N°171
- 1982 : Chicago 16  US N°9; UK N°44
- 1984 : Chicago 17  US N°4; UK N°24
- 1986 : Chicago 18  US N°35
- 1988 : Chicago 19  US N°37
- 1989 : Greatest Hits 1982-1989 (compilation) US N°37 / The Heart Of ...
- 1991 : Twenty 1  US N°66
- 1995 : Night and Day Big Band US N°90
- 1996 : The Very Best of (Arcade)
- 1997 : The Heart of Chicago 1967-1997 (compilation) US N°55; UK N°21
- 1998 : The Heart of Chicago 1967-1998 Volume II (compilation) US N°154
- 1998 : Chicago XXV: The Christmas Album  US N°47
- 1999 : Chicago XXVI: Live in Concert (live)
- 2002 : The Very Best of: Only the Beginning US N°38; UK N°11
- 2003 : The Box (coffret)
- 2005 : Love Songs (compilation) US N°57
- 2006 : Chicago XXX US N°41
- 2007 : The Best of Chicago: 40th Anniversary Edition (compilation) US N°100
- 2008 : Chicago XXXII: Stone of Sisyphus US N°122
- 2014 : Chicago XXXVI : Now
- 2019 : Chicago XXXVII : Chicago Christmas
- 2022 : Chicago XXXVIII : Born for This Moment